# Leissigen
Leissigen is een gemeente en plaats in het Zwitserse kanton Bern, en maakt deel uit van het district Interlaken-Oberhasli.
Leissigen telt 964 inwoners.